# Pievepelago
Pievepelago é uma comuna italiana da região da Emília-Romanha, província de Modena, com cerca de 2.115 habitantes. Estende-se por uma área de 76 km², tendo uma densidade populacional de 28 hab/km². Faz fronteira com Barga (LU), Castiglione di Garfagnana (LU), Coreglia Antelminelli (LU), Fiumalbo, Fosciandora (LU), Frassinoro, Pieve Fosciana (LU), Riolunato.

## Demografia
| Variação demográfica do município entre 1861 e 2011                               |
|                                                                                   |
| Fonte: Istituto Nazionale di Statistica (ISTAT) - Elaboração gráfica da Wikipedia |